# Sony Alpha 7 II
α 7 α 7 III
Le Sony Alpha 7 II (typographié α 7 II) est un appareil photographique hybride semi-professionnel plein format de 24,3 millions de pixels, équipé de la monture E commercialisé par Sony en janvier 2015. Il succède à l'ancien Alpha 7 dont il est une évolution majeure notamment par l'adoption, pour la première fois chez les appareils hybrides de Sony et même chez un appareil plein format, d'un capteur stabilisé (5 axes).
La version à haute résolution, l'α 7R II, proposant un capteur de 42,4 millions de pixels sans filtre passe-bas, est commercialisée en août 2015. C'est le premier appareil plein format à capteur rétro-éclairé.
Enfin, la version à haute sensibilité, l'α 7S II, est présentée en septembre 2015. Elle reprend les caractéristiques de son prédécesseur avec le boîtier et la stabilisation de l'A7R II.

## Présentation
Le Sony Alpha ILCE-7 II est officiellement présenté le 20 novembre 2014 pour remplacer l'ILCE-7 en décembre 2014 au Japon et en janvier 2015 dans le reste du monde avec un tarif de 1 800 € nu et 2 100 € en kit avec le zoom 28-70 mm,.

## Design
L'A7 II reprend la forme générale de son prédécesseur. Il gagne 1,3 mm en hauteur et 11,5 mm en épaisseur tout en améliorant l'ergonomie avec un grip plus volumineux mais aussi plus étroit qui récupère le déclencheur, autrefois situé sur la capot ainsi qu'une molette frontale. La partie supérieure est construite en aluminium et la monture est renforcée pour les optiques lourdes. Le corps du boîtier est d'aspect granuleux comme celui de l'A5100.

## Caractéristiques techniques

### Généralités
L’appareil possède, comme le précédent A7, un capteur de type CMOS Exmor au format 35 mm de 24,3 millions de pixels, dont la gamme de sensibilité s'étend de 50 à 25 600 ISO. Il bénéficie d'un autofocus amélioré similaire à celui de l'A6000 avec un suivi 1,5 fois plus efficace et une vitesse élevée de 30 % par rapport à l'A7 premier du nom. L'appareil peut filmer en 1080p à 60 i/s. Il utilise le microprocesseur Bionz X pour le traitement de l'image,.

### Stabilisation
La  principale nouveauté est la stabilisation 5 axes (seule la série Olympus OMD en possède en 2014) qui passe à 3 lorsqu'il est équipé d'un objectif OSS déjà stabilisé sur 2 axes. L'A7 II est alors le premier appareil plein format et le premier hybride de la marque à être équipé d'un capteur stabilisé, ce qui permet selon Sony, de récupérer 4,5 stops de lumière,.
Cette stabilisation utilise des bobines-électro-aimants piézoélectriques qui agissent sur un berceau mobile en magnésium qui supporte le châssis en acier du capteur. Le système est monté sur roulement à billes

## Autres versions

### Alpha 7R II

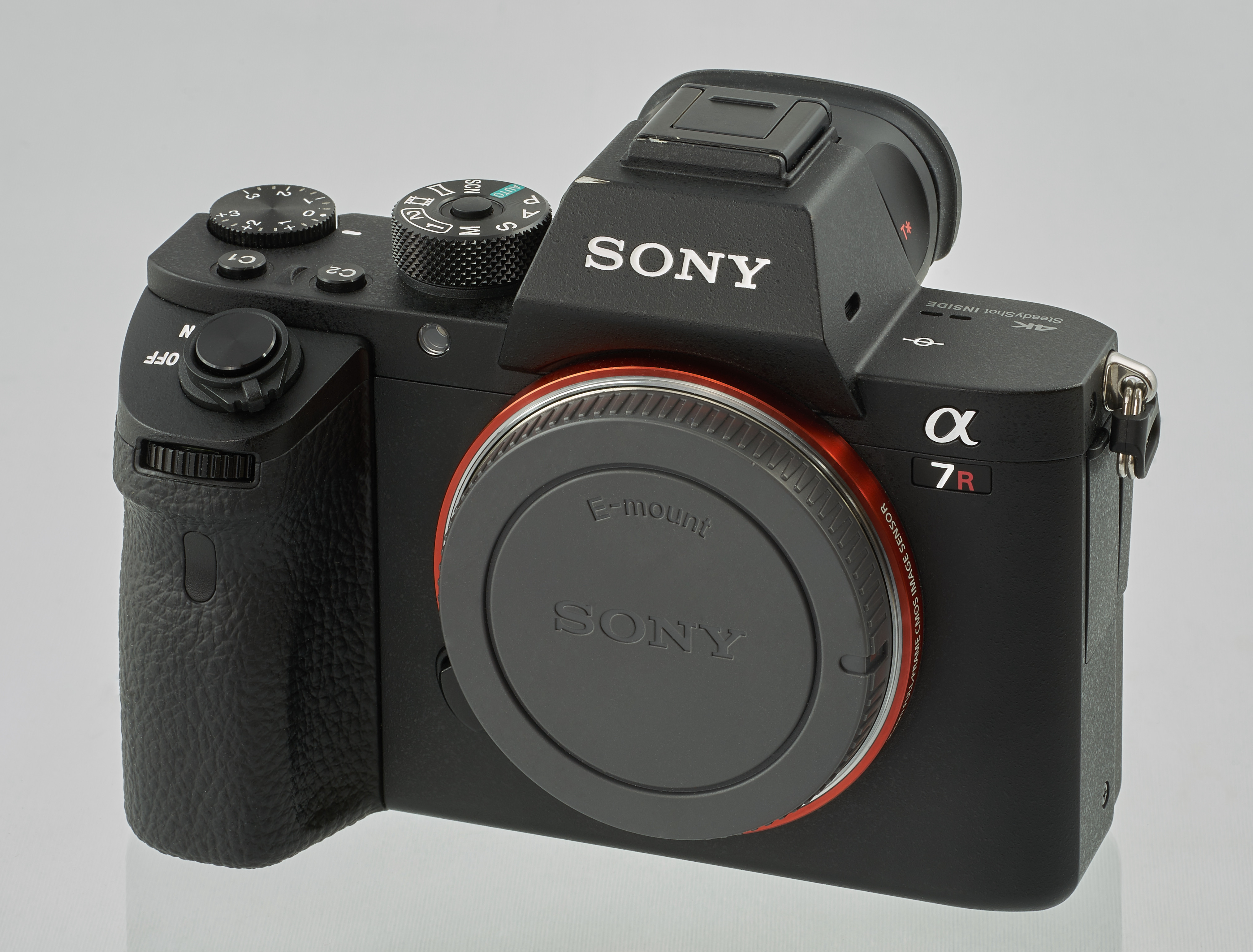
L'A7R II.

Une version plus haut de gamme et davantage tournée vers un usage professionnel est annoncée le 10 juin 2015 et commercialisée en août 2015 au prix de 3 500 € (plus que son prédécesseur). Appelée α 7R II, elle est équipée d'un capteur plein format rétroéclairé sans filtre passe-bas de 42,4 millions de pixels, d'une sensibilité poussée à 102 400 ISO et de la vidéo 4K (sans enregistreur externe). L'autofocus est à corrélation de phase et compte 399 points contre 177 pour l'A7R ; il couvre 70 % du champ en hauteur et en largeur soit 50 % de la surface du capteur, ce qui est supérieur aux reflex pleins formats classiques. Une version améliorée du microprocesseur Bionz X apparaît pour le traitement photo/vidéo. Le boîtier est entièrement construit en alliage de magnésium. La molette de sélection de mode est plus volumineuse et incorpore un verrou.
Sony garantit l’appareil pour 500 000 déclenchements, sans pixel mort ainsi qu'une meilleure autonomie de la batterie.

### Alpha 7S II
L'A7S II est annoncé le 11 septembre 2015 lors de l'International Broadcasting Convention pour une commercialisation en novembre. Il reprend le boîtier de l'A7R II et intègre l'électronique de l'ancien A7S. Les principales améliorations concernent l'autofocus qui passe de 25 points de détection à 169, la stabilisation 5 axes, le viseur électronique plus confortable et l'enregistrement 4K UHD en interne (son prédécesseur nécessitait l'adjonction d'un enregistreur externe). Il est également vendu plus cher : 3 400 € pour le boîtier nu.

## Accueil
| Forum         | Note   |
| ------------- | ------ |
| LesNumeriques | 5/5    |
| DxO Labs      | 90/100 |

Le site LesNumeriques décerne 5 étoiles à l'Alpha 7 II, relevant en points positifs la bonne qualité des images jusqu'à 6 400 ISO, la stabilisation optique, le viseur électronique qualitatif et confortable, les connexions Wi-Fi et NFC, l'autofocus rapide, la rafale ainsi que le mode vidéo complet et performant. En points négatifs le site fait état d'une faible autonomie des batteries, de l'absence de connexion USB 3.0, de flash intégré, de vidéo 4K, de chargeur de batterie externe et d'écran tactile.

## Concurrence
Comme pour le précédent, la concurrence de l'A7 II est formée des deux reflex numériques plein format entrée de gamme que sont le Nikon D610 et le Canon EOS 6D. Mais son positionnement tarifaire, ses performances en autofocus ainsi que ses caractéristiques techniques le place également en concurrence du Nikon D750, un reflex plein format milieu de gamme, compact et réactif,. Commercialisé en novembre 2015, le Leica SL est le premier hybride plein format à se placer en concurrence frontale avec l'A7 II.
L'A7R II rivalise avec des reflex plein format et haute résolution destinés aux professionnels, mais de type « compacts » comme les Canon EOS 5Ds / 5DsR et Nikon D810.

## Remplacement
L'A7R II est remplacé par l'A7R III en novembre 2017 qui introduit la troisième génération en ajoutant les éléments de l'ergonomie de l'Alpha 9.